# Regina Ammann
Regina Ammann, auch Regina Ammann Schoch (* 19. Juni 1963 in Schaffhausen) ist eine Schweizer Politikerin (zuerst Landesring der Unabhängigen, später FDP) und Spezialistin für Public Affairs.

## Politikerin
Regina Ammann Schoch gehörte von 1991 bis 1996 als Vertreterin des Landesrings (LdU) dem Parlament des Kantons Aargau an. Sie wurde im Bezirk Baden gewählt. 
Am 1. März 1999 rückte sie für den im Amt verstorbenen Samuel Meier in den Nationalrat nach. Sie war dort Mitglied der Kommission für Rechtsfragen. Sie gehörte zu den letzten Parlamentsmitgliedern des Landesrings. Der Aargauer LdU-Sitz ging bei den Nationalratswahlen 1999 an die EVP. Auch gesamtschweizerisch blieb der LdU 1999 ohne Erfolg, weshalb am 4. Dezember 1999 die Auflösung der schweizerischen Partei beschlossen wurde. Regina Ammanns Amtszeit im Nationalrat endete am 5. Dezember 1999. Als ehemaliges Parlamentsmitglied hat sie weiterhin Zugang zum Bundeshaus.
2003 und 2007 kandidierte sie auf Listen der FDP für den Nationalrat.

## Ausbildung und berufliche Tätigkeiten
1983 bis 1989 studierte Regina Ammann an der Universität Zürich Rechtswissenschaften, 2003 schloss sie zudem einen Executive MBA in Unternehmensführung ab. Nach ihrem Nationalratsmandat war sie 2000 bis 2004 in der Public Affairs-Abteilung der Credit Suisse Group für die politische Kommunikation in der Schweiz verantwortlich. Von 2008 bis 2013 war sie Mitglied der Geschäftsleitung und Leiterin Bundeshausgeschäfte des Wirtschaftsdachverbandes Economiesuisse. Seit 2013 ist sie Leiterin Sustainability & Public Affairs Schweiz für die Schweiz bei Syngenta in Basel.

## Privates
Ammann lebt in Partnerschaft mit Urs Furrer, der seit 1. Mai 2024 Direktor des Schweizerischen Gewerbeverbands ist und 2014 bis 2024 die Verbände Chocosuisse und Biscosuisse leitete.